# Őrzők Alapítvány
Az Őrzők Alapítvány a Semmelweis Egyetem II. számú Tűzoltó utcai Gyermekklinikájának hivatalos, egyetlen saját alapítású alapítványa. A Tűzoltó utcai Gyermekklinikán gyógyul minden második daganatos és leukémiás beteg gyermek Magyarországon.

## Alapítása
1989-ben a Semmelweis Egyetem II. számú Tűzoltó utcai Gyermekklinikája és Csizmadia Tamás (egy gyógyult leukémiás gyermek apja) alapította „Tumor Leukémiás Gyermekekért Alapítvány” néven. 2012-ben az alapítvány nevét a kuratórium megváltoztatta az „Őrzők Közhasznú Alapítvány a Tűzoltó utcai Daganatos és Leukémiás Gyermekekért”, röviden „Őrzők Alapítvány” névre.

## Az alapítvány céljai
Az alapítás motivációja az volt, hogy lehetővé tegyék a szülők számára, hogy a hosszú kezelés alatt a gyermekeikkel maradhassanak az intézményben. Az Őrzők Alapítvány legfontosabb célja a klinika rendszeres és folyamatos anyagi támogatása, a súlyos betegségben szenvedő gyermekek kórházi körülményinek javítása.
- elősegíti a klinikán kezelt gyermekek hatékony gyógyítását (orvosi műszerek vásárlása)
- folyamatosan javít a kórházi környezeten, az ellátás feltételein és a rehabilitáció hatékonyságán (osztályok felújítása)
- segíti új, magyarországi terápiás ellátások fejlesztését (daganatellenes tudományos kutatás támogatása)
- hozzájárul ahhoz, hogy a hazai daganatos betegek helyzete nyomon követhető legyen (Gyermektumor Regiszter támogatása)
- vigyáz, hogy a gyermek a bajban se szakadjon el édesanyjától: támogatja a szülők folyamatos kórházi vagy kórházhoz közeli tartózkodását (szülői lakások, baba-mama szobák kialakítása, fenntartása)
- biztosítja a beteg gyermekek rehabilitációját (tornaterem építése, rehabilitációs eszközök vásárlása)